# Josh Wiggins

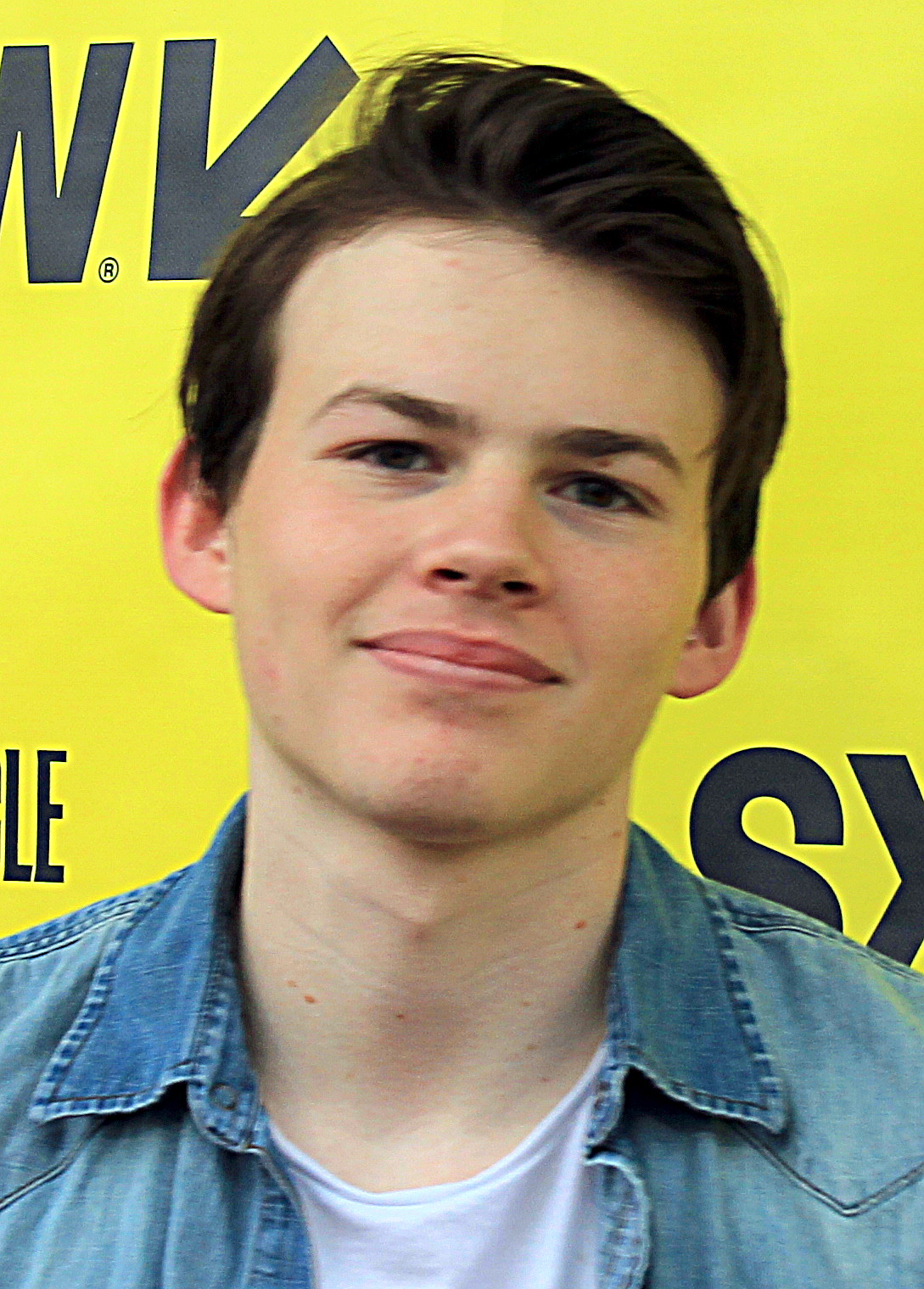
Josh Wiggins bei der Vorstellung des Films Walking Out beim South by Southwest Filmfestival 2017

Josh Wiggins (* 2. November 1998 in Houston) ist ein US-amerikanischer Filmschauspieler, der als Kinderdarsteller durch die Filme Retribution und Max bekannt wurde.

## Leben
Wiggins wurde 1998 in Houston geboren und hat mehrere Brüder. Als Wiggins in der vierten Klasse war, vertrieben er und seine Freunde sich die Zeit, indem sie zum Spaß Filme im Stil von Martin Scorsese und Spoof-Videos der Fernsehserie Law & Order drehten und diese auf YouTube veröffentlichten. Zufällig hatte die Drehbuchautorin und Regisseurin Kat Chandlers diese Videos gesehen, und hierin fiel ihr insbesondere die Ausstrahlung von Wiggins auf. Da sie ihn für eine Rolle in einem ihrer Filme geeignet hielt, lud sie ihn zu einem Vorsprechen nach Los Angeles ein. Hiernach hatte Wiggins seine erste Hauptrolle in dem Film Retribution, der ursprünglich als Hellion betitelt war, erhalten, in dem er in der Rolle von Jake Wilson an der Seite von Aaron Paul und Juliette Lewis spielte und der beim Sundance Film Festival 2014 für den Grand Jury Prize nominiert wurde. Auch Wiggins erhielt für seine Rolle als Unruhestifter, der sich in diesem Film in Heavy-Metal-Musik flüchtet, äußerst positive Kritiken und wurde hierbei immer wieder mit dem jungen Leonardo DiCaprio verglichen.
Für seine Rolle im Film Max, der im Juni 2015 in die US-amerikanischen Kinos kam, erhielt Wiggins eine Nominierung für einen Young Artist Award in der Kategorie Beste Leistung in einem Spielfilm – junger Hauptdarsteller (14 bis 21 Jahre). In Mean Dreams, der im Rahmen der Internationalen Filmfestspiele von Cannes 2016 seine Premiere feierte und im März 2017 in die US-amerikanischen Kinos kam, spielt Wiggins den Jungen Jonas Ford, der versucht, seinem Elternhaus zu entkommen. Im Film Walking Out erhielt Wiggins die Rolle von David, der seinen Vater nach einem Jagdunfall aus der Wildnis Montanas retten muss.

## Filmografie (Auswahl)
- 2014: Retribution
- 2015: Max
- 2015: Lost in the Sun
- 2016: Mean Dreams
- 2017: Walking Out
- 2017: The Bachelors
- 2018: Giant Little Ones
- 2019: Light From Light
- 2020: Greyhound – Schlacht im Atlantik (Greyhound)
- 2020: I Used to Go Here
- 2022: Apollo 10 ½: Eine Kindheit im Weltraumzeitalter (Apollo 10 ½: A Space Age Childhood)

## Auszeichnungen
Young Artist Award
- 2016: Nominierung in der Kategorie Beste Leistung in einem Spielfilm – junger Hauptdarsteller (14 bis 21 Jahre) (Max)